# 張元芳
張元芳（?—?），字揚伯，别號完朴，直隸揚州府通州民籍。

## 生平
萬曆三十七年（1609年）己酉科應天府鄉試舉人，四十四年（1616年）丙辰科二甲第五十七名進士，刑部觀政，四十六年八月授刑部四川司主事，天啓元年任职留都南京户部。因才能出众经吏部考核，天啓四年（1624年）升任湖广驿传道参议，提学六郡。在任期间以廉洁不阿，才能出众晋升广西按察司副使。天启年中，时貂珰（魏忠贤）势炽，元芳与镇守内监不相能容，遂致仕归乡。生平赋性刚直，不合于人，居乡任事不阿，有司多敬惮之。晚年隐居马鞍山麓“薖轴山斋”，流连诗酒吟咏间，殁后谕葬狼山中路。著有《燕游草》、《秦游草》、《南游草》、《粤游草》、《吴游草》等。

## 家族
曾祖张才。祖张珂。父張澤，贈户部郎中。

## 引用
1. ↑  《萬曆四十四年丙辰科進士序齒録》
2. ↑  《萬曆四十四年丙辰科進士履歷》：张元芳，完朴，诗四房，八月初四日生。通州人，己酉一百十一，会一百六十，三甲五十七名。刑部政，戊午八月授刑部四川司主事，辛酉升南户部浙江司主事，本年升福建司员外，七月升郎中，甲子升湖廣参议，丙寅升廣西副使。